# Oncicola micracantha
Oncicola micracantha är en hakmaskart som beskrevs av Machado 1949. Oncicola micracantha ingår i släktet Oncicola och familjen Oligacanthorhynchidae. Inga underarter finns listade i Catalogue of Life.